# 五條Sayaka
五條Sayaka（日語：五條 さやか，4月25日—），日本女性漫畫家、插畫家。血型A型。

## 來歷、人物
早年在動畫、漫畫的專業學校東京動畫師學院就讀職業漫畫家科系期間出道。
2002年在史克威爾艾尼克斯的雜誌發表，後收錄在發行的漫畫選集「GWCS GANGAN Wing Comic Special」是她的出道作品。
曾在天野梢連載《ARIA》期間擔任助手，同時在相關雜誌「月刊」負責發表插圖。
目前主要在各家遊戲公司的雜誌發表衍生的漫畫與插圖。
在漫畫和插圖用手寫文字說明其內容是她的作品特徵。她的基本創作形式以短編、單頁漫畫或4格漫畫為主，擅長在自己的原作或漫畫化作品加入搞笑、喜劇元素。

## 作品列表

### 個人原作
雑誌發表作品
- ！（Mag Garden《月刊Comic BLADE》）
- ♪（於Mag Garden《月刊Comic BLADE》2003年7月號發表的短篇作品）
- ☆（Mag Garden《月刊Comic BLADE》）
- （E☆2《mediation（日语：E☆2#メディエイション）》）
- （E☆2）
- （ASCII Media Works《電擊魔王》）

### 漫畫化作品
雑誌發表作品
- 虛偽輪舞曲（日语：偽りの輪舞曲），原名《偽輪舞曲》（ASCII Media Works《電擊魔王》）
- Yogurting（日语：ヨーグルティング）（將寄稿至enterbrain的《Magi-Cu》的發表，後收錄在發行的漫畫選集。GungHo的遊戲「Yogurting」公式官方網站以4個漫畫的形式發表。
- 月刊（Mag Garden）

攜帶型電話配信作品
- 台北飄雪（同名電影的漫畫化作品）

## 來源
1. ↑  . 東京動畫師學院.   [2016-10-02]. （原始内容存档于2016-03-04） （日语）.

## 外部連結
- （日語）－五條Sayaka的官方個人網站。